# Кхмери
Кхмери (самоназва кхмае, кхмер. ពួកខ្មែរ) — народ, що складає основне населення Камбоджі, домінуюча етнічна група (до 90% населення). Термін «камбоджійці» часто застосовується не лише для позначення жителів країни у цілому, а як альтернативна назва кхмерів.
Значні групи кхмерів проживають також у сусідніх районах Південного В'єтнаму та Південно-Східного Таїланду. Ці групи відрізняються певними культурними особливостями, зазнали в'єтнамського і тайського впливу. В'єтнамські кхмери відомі під назвою кхмер-кром, тобто «нижні кхмери», а кхмери в Таїланді — як північні, суринські або тайські кхмери. Проживають також в інших країнах. Загальна чисельність — понад 18 млн осіб (2019).

## Чисельність і розселення
У Камбоджі кхмери розселені переважно в центральних рівнинних районах, які займають три чверті території країни. На південному заході й північному заході рівнини оточені низькими горами, а на північному сході — високими плато. Це райони розселення племен так званих гірських кхмерів (кхмае ли), проте й власне кхмерів (рівнинних кхмерів) тут також багато. Кхмери переважають у 22 з 24 провінцій Камбоджі, лише в двох північно-східних провінціях Ратанакірі й Мондолькірі переважають гірські кхмери. Офіційна статистика Камбоджі не фіксує етнічну належність людей, наводиться лише поділ населення за мовною ознакою, що спотворює дані на користь кхмерського населення. За даними перепису населення 2019 року чисельність носіїв кхмерської мови в країні становила 14 893 134 особи, це 95,8 % населення.
У В'єтнамі компактний кхмерський масив розташований у дельті Меконгу, що на півдні країни. За переписом населення 2009 року в цій країні нараховувалось 1 260 640 кхмерів, найбільше в провінціях Шокчанг (397 014, 30,7 % її населення), Чавінь (317 203, 31,6 % населення), Кьєнзянг (210 899, 12,5 % населення), Анзянг (90 271, 4,2 % населення), Бакльєу (70 667, 8,3 % населення), де вони за чисельністю поступаються лише в'єтнамцям. У кхмерській громаді В'єтнаму активно відбуваються асиміляційні процеси, все більше кхмерської молоді інтегрується у в'єтнамське суспільство. Багато в'єтнамських кхмерів з політичних причин мігрувало з В'єтнаму на територію Камбоджі. Через мовні, політичні та соціальні чинники вони багато в чому відрізняються від місцевої кхмерської більшості. Влада Камбоджі не вважає їх за своїх громадян й обмежує в політичних правах.
У Таїланді за даними перепису населення 2010 року проживав 281 321 громадянин Камбоджі, 180 533 особи користувалися виключно кхмерською мовою; чисельність двомовних кхмерсько-тайських осіб не наводиться. Оцінка комітету ООН з ліквідації расової дискримінації, заснована на даних Етнолінгвістичної мапи Таїланду (англ. Ethnolinguistic Maps of Thailand) 2005 року, наводить число кхмерів у Таїланді 1 400 000 осіб. Більшість їх живе в низинній частині північно-східного Таїланду, в провінціях Бурірам, Сурін і Сісакет, що межують із Камбоджею. Доля кхмерів у населенні цих провінцій у 1990 і 2000 р. становила відповідно 0,3 % і 27,6 % в провінції Бурірам, 63,4 % і 47,2 % в провінції Сурін, 30,2 % і 26,2 % в провінції Сісакет. Кхмерські села розташовані також уздовж тайсько-камбоджійського кордону в провінції Прачінбурі. Кхмери є корінними жителями цього регіону, вони живуть тут довше за тайців. Крім того, в Таїланді є багато кхмерів-втікачів, які переселилися сюди в часи правління «червоних кхмерів» у кінці 1970-х років та наступної в'єтнамської окупації країни в 1980-х роках. До них слід додати сучасних заробітчан.
Невелике число кхмерів мешкає в південній частині Лаосу, за переписом населення 2015 року їх нараховувалось тут 7141 особа.
Порівняно велика кхмерська діаспора проживає в країнах Заходу, вони покинули Камбоджу за часи «червоних кхмерів» та в'єтнамської окупації. Найбільші громади проживають у США — 210 тис., Франції — 80 тис. та Австралії — 25 тис. (чисельність за оцінкою 2001 р. Operation World — 21st Century Edition); живуть також у Канаді, Великій Британії та багатьох інших країнах. В останні роки отримала розвиток трудова міграція камбоджійців до інших країн, найбільше приваблюють їх Таїланд та Південна Корея. За даними міністерства праці та професійної підготовки Камбоджі, 2018 року 1 146 685 камбоджійських заробітчан проживало в Таїланді, 49 095 осіб у Кореї, 30 113 осіб у Малайзії, 9195 осіб в Японії.

## Мова

Зразок кхмерського тексту.

Говорять кхмерською (камбоджійською) мовою, що належить до східної мон-кхмерської гілки австроазійських мов. Вона споріднена з мовою монів у М'янмі та багатьма мовами, якими розмовляють гірські народи Лаосу та В'єтнаму, але сильно відрізняється від тайської чи лаоської. Має 3 основні діалекти: центральний, південний та північний. Кхмерський діалект, яким розмовляють у Таїланді дуже схожий з північним діалектом Камбоджі, але містить багато тайських слів.
Кхмерська — офіційна мова Камбоджі. Писемність на основі особливої абетки (кхмерське письмо), вона заснована на старовинному південноіндійському письмі брахмі й існує з VII ст. Кхмерська мова є нетональною й переважно двоскладовою. Містить запозичення із санскриту, палі, тайської, французької, китайської та в'єтнамської мов. Останнім часом з'являється все більше англійських запозичень. Існує особлива лексика, що використовується в королівській родині та в середовищі буддійських ченців.

## Релігія

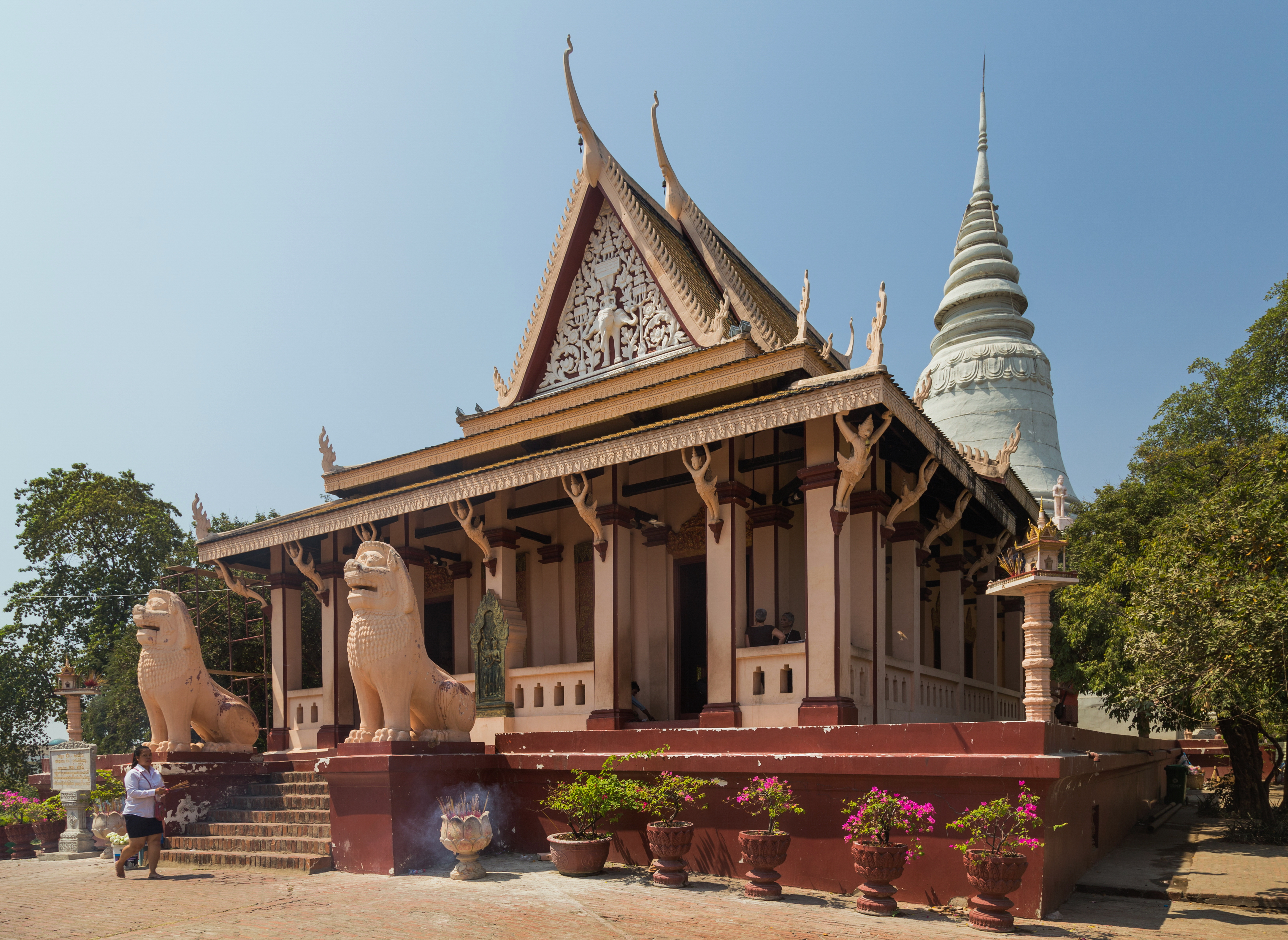
Буддійський храм Пном у Пномпені.

Домінуючою релігією в Камбоджі є буддизм гілки тхеравада, його дотримуються майже всі кхмери. Цей напрямок буддизму поширений також у сусідніх Таїланді та Лаосі. Тхеравада поширилась у Камбоджі в XIII ст., а в XV ст. вона офіційно стала державною релігією.
Кхмерські буддисти вірять у карму та перевтілення, вони вважають, що сьогоднішні вчинки людини впливають на її долю в майбутньому, як у цьому житті, так і в наступному (після реінкарнації). Вони вважають, що об'єкт реінкарнації залежить від того, як людина прожила своє життя. Якщо вона була хорошою, мала багато заслуг, то в наступному житті може повернутися у вищій верстві суспільства. Натомість та людина, що була злою, може перевтілитись у тварину. Заслугами вважаються добрі вчинки та відданість релігії, яка включає належну поведінку, сумлінне відзначання свят та піднесення жертв (їжі) ченцям у храмі. Вищою метою релігійної відданості та ритуалів є здобуття заслуг, які могли б дозволити уникнути циклу перевтілення та досягти нірвани.

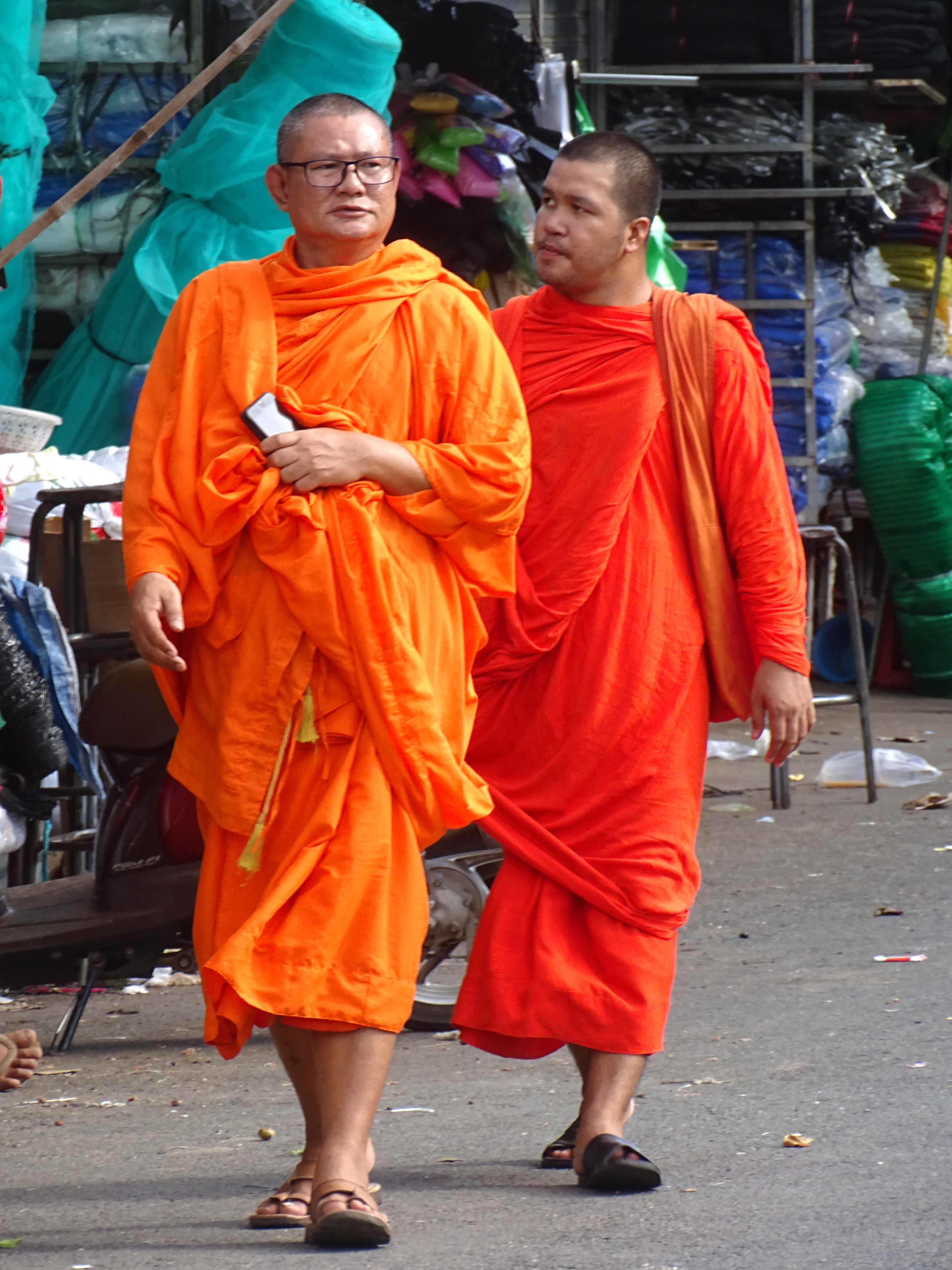
Буддійські монахи на вулиці міста Кампонгтям.

Релігія відіграє визначальну роль у повсякденному житті кхмерів. Храми та монастирі є осередком суспільного життя, а ще вогнищами збереження національної писемності, літератури, традицій. Буддійські ченці навчають решту кхмерів кхмерському письму, натомість отримують невелику плату або трохи їжі. У кожному буддійському храмі є штат ченців, вони дотримуються особливих правил поведінки, проводять релігійні обряди й отримують за це повагу від людей як зразок доброчесного життя. У кхмерському суспільстві є традиція, коли юнаки, принаймні на короткий час, стають ченцями в монастирях. Це свого роду обряд переходу в доросле життя, й цієї традиції дотримується більшість чоловіків. Деякі з них залишаються ченцями назавжди.
Кхмерська релігія насправді є синкретичною, вона поєднує буддизм з елементами індуїзму та давніми народними анімістичними віруваннями. Ця суміш є унікальною серед буддійських країн і часто позначається як національна релігія, а не як ортодоксальна форма буддизму. Кхмери шанують Шиву, царя індуїстських богів, а також Неака, небесного дракона, якого вважають своїм пращуром. Різьблені фігурки дракона можна знайти на дахах кхмерських хат та храмів, а також на трунах та на ручках інструментів.
Різноманітні надприродні істоти населяють кхмерський Всесвіт. Це духи природи, духи певних місцевостей, духи-охоронці хат, духи тварин, духи предків, демоноподібні істоти, привиди тощо. Духовний світ більше за буддизм впливає на повсякденне життя кхмерів. Одні духи вважаються добрими й можуть бути корисними, якщо їх умилостивити, інші ж злі й можуть наслати хворобу, якщо будуть ображені відсутністю поваги до них або неправильною поведінкою людини. Дії людей контролюються страхом, що духи можуть завдати їм шкоди, якщо їх не заспокоїти. Більшість кхмерів упевнені, що духів треба «годувати» (приносити їм жертви) та інформувати їх про свої сімейні події. Люди влаштовують для духів спеціальні полиці-вівтарі, одну в хаті, іншу надворі, щодня кладуть до них їжу та ладан. Кожне весілля включає церемонію сповіщення сімейних духів про те, що до сім'ї приєднується новий член. Особливо шанують духа рису.
На додаток до ченців буддійських храмів у кхмерських громадах є ачари, свого роду священики-миряни, які керують заходами на храмових церемоніях, проводять домашні ритуали життєвого циклу тощо. Є також інші особи, діяльність яких пов'язана з духовним світом і магічними практиками. Кхмери часто звертаються до них зі своїми проблемами та бажаннями. Шамани кру мають спеціальні навички в лікуванні хвороб та виготовленні амулетів, вони займаються жертвоприношеннями, гаданням та зціленням хворих. Медіуми рупарак спілкуються з духами, чаклуни тмап можуть заподіяти хворобу або смерть. Кхмерські тмап добре відомі в Таїланді силою свого чаклунства та магії.
Під час короткого, але руйнівного правління «червоних кхмерів» буддизм та його священнослужителі, так само, як і освічена еліта в містах та представники інших релігійних конфесій, зазнали репресій з боку режиму. Приблизно дві третини з понад 3 тис. буддійських храмів були зруйновані, решта розграбовані та опоганені. Буддійські обряди були заборонені, багато ченців було вбито, інші змушені були відмовитись від священного способу життя монахів. Лише близько 3000 з 65 000 ченців пережили геноцид. З 1979 року буддизм поступово відроджується, 1988 року більшість обмежень для буддійської релігії було знято, а 1989 року тхеравада знову була офіційно визнана державою. До 2006 року кількість ченців у Камбоджі зросла приблизно до 60 000.

## Історія

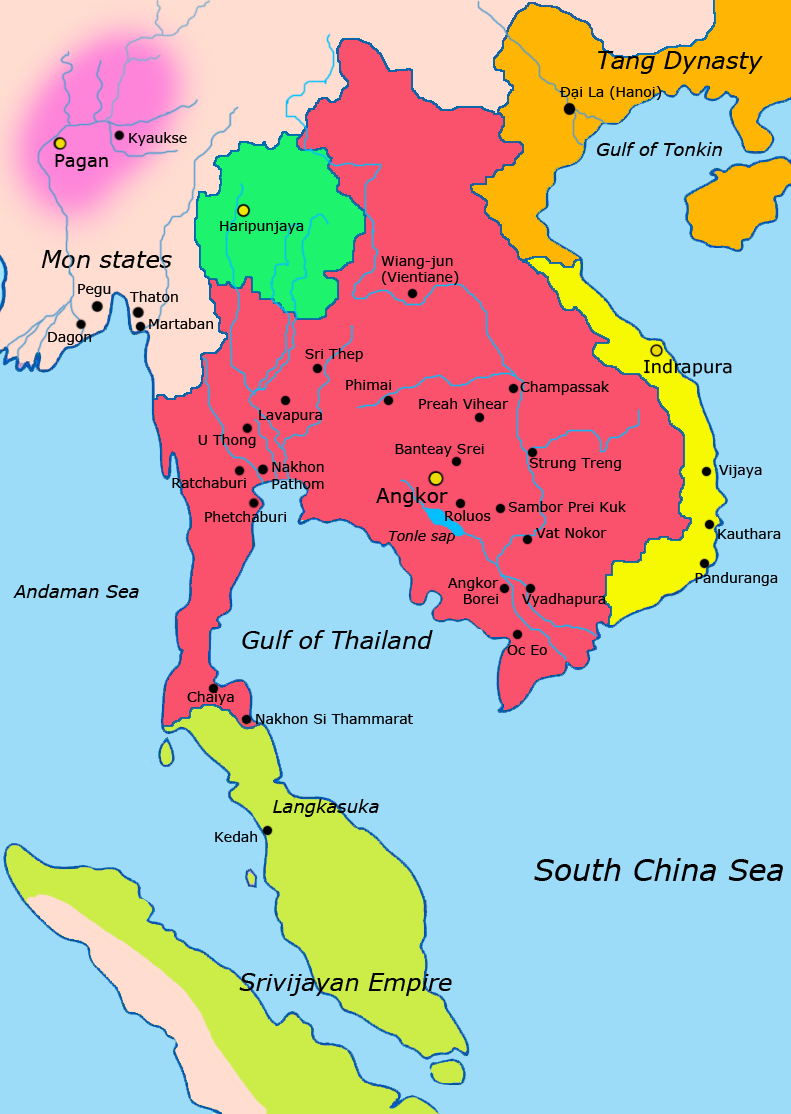
Кхмерська імперія (червоний колір) бл. 900 р.

Кхмери — одна з найдавніших груп населення Індокитаю. Кхмерський етнос склався на початку нашої ери в процесі консолідації численних кхмерських племен в рамках держав Фунань (I—VI ст.) та Ченла (VI—VIII ст.). У цей процес не були залучені племена гірських кхмерів, що мешкали у важкодоступних місцевостях. Антропологічно належать до південних монголоїдів.
Близько 100 р. до Р. Х. була заснована перша кхмерська держава Фунань. Вона сформувалася під сильним впливом індійської культури. Розквіт Фунані припадає приблизно на 200 р. після Р. Х., коли її територія охоплювала більшу частину півдня Індокитайського півострова: всю сучасну Камбоджу, а також землі на півдні В'єтнаму, Таїланду та М'янми. В Фунані панував індуїзм, використовувалось оригінальне письмо, що було адаптацією санскриту, існувала модель державного устрою з богом-царем на чолі, подібна до давньої Індії. В VI ст. Фунань припинила своє існування, на її місці постало царство Ченла. Крім сучасної Камбоджі, Ченла включала також значні частини сучасних Лаосу та В'єтнаму. Населення Ченли вважається кхмерським.
Приблизно 790 року яванська держава Шайлендрів на короткий час отримала контроль над Ченлою. 802 р. намісник Джаяварман II, етнічний кхмер, що виріс при дворі Шайлендрів, оголосив себе незалежним правителем Камбоджі. Джаяварман II об'єднав колишні землі Фунані та Ченли й став засновником Кхмерської імперії. В період з IX по XIV століття кхмери володіли більшою частиною материкової частини Південно-Східної Азії: територією сучасної Камбоджі та південних районів Таїланду, М'янми та В'єтнаму. В центрі ідеології держави був індуїстський культ божественного царя, який супроводжувався масштабним монументальним культовим будівництвом. Найвідомішим із царських храмів тієї доби є Ангкор-Ват побудований протягом першої половини XII ст. Економіка країни базувалася на іригаційній системі землеробства.
Кінець XII — початок XIII ст. приніс величезні зміни в життя кхмерів. Цар Джаяварман VII (1181—1219) після сотень років майже безперервної війни проти тямів та інших народів регіону прагнув забезпечити мир і справедливість для свого народу. Джаяварман VII переходить до буддизму гілки тхеравада. До кінця XIII ст.більшість кхмерів перейшла з індуїзму в буддизм. Це внесло значні зміни в космологію кхмерів. Сувора пірамідальна модель суспільства з царем-богом, який володів усіма надлишками землі та сільськогосподарської продукції, на її вершині була зруйнована. Буддистські царі розглядали себе як батьків для свого народу, гідного поваги та влади над ними, відчували себе відповідальними за виховання своїх підданих та турботу про їхні потреби.
Згодом кхмерська держава занепала, XV—XVIII ст. стали темною добою в історії Камбоджі. Країна зазнала значних економічних та територіальних втрат. 1431 року сіамці захопили й пограбували храмове місто Ангкор, наступного року воно було покинуте його мешканцями. Падіння Ангкору часто вважається кінцем класичного періоду кхмерської історії. Надалі спостерігалося постійне зменшення розмірів і величі Кхмерської держави. Країна стає ареною боротьби між Сіамом та В'єтнамом. На початку XVII ст. В'єтнам захопив дельту Меконгу. Протягом 1830-х років боротьба між В'єтнамом і Таїландом (Сіамом) охопила всю територію сучасної Камбоджі. Щоб врятувати залишки королівства та власний трон, кхмерський король Нородом I 1863 р. приймає французький протекторат. 1887 року Камбоджа стає французькою колонією у складі Французького Індокитаю.
Дуже скоро французи перебрали в свої руки всю повноту владу в країні. Влада короля стала символічною. Французи не чіпали королівську родину та буддійські монастирі, натомість створили паралельну колоніальну владу. Єдиним реальним внеском в економічний розвиток Камбоджі колоніальної доби стало створення ряду каучукових плантацій у східному регіоні країни. Камбоджа також стала експортером продуктів харчування, зокрема рису. Час від часу виникали невеликі заколоти проти колоніальної влади, але вони не мали успіху. 1916 р. тисячі камбоджійських селян вирушили до столиці на знак протесту проти великих податків та примусової праці, близько 500 протестувальників було заарештовано та ув'язнено. Революційних настроїв у Камбоджі не було.
В часи Другої світової війни країну окупували японці, при цьому вони залишили в країні французькі колоніальні структури. Лише 1945 року, вже напередодні своєї поразки у війні, японці поставили незалежний камбоджійський уряд. 1946 р. Франція визнала Камбоджу автономним королівством у складі Французького Союзу, а 1953 р. надала їй повну незалежність. До влади в країні прийшов король Нородом Сіанук, який наступні півтора десятиліття намагався утримати свою країну від війни, що тривала в сусідньому В'єтнамі. Ситуація в країні була нестабільною. Збройні формування комуністичного В'єтнаму перетинали кордони Камбоджі, створюючи тут свої військові бази. У відповідь Сполучені Штати розпочали бомбардування території Камбоджі.
Король був популярний серед більшості кхмерів, через свою політику нейтралітету він отримував значну іноземну допомогу від США, Китаю та СРСР. Однак Сіанук був надзвичайно жорстоким до опозиції. 1970 р. він був повалений в результаті військового перевороту, до влади прийшов проамериканськи налаштований генерал Лон Нол. Він дозволив США вести війну у В'єтнамі з території Камбоджі. Бомбардування знищили багато кхмерських сіл та угідь, викликали крах економіки та переміщення понад половини жителів країни, радикалізували частину населення. Це полегшило повалення режиму Лон Нола в 1975 році повстанцями-комуністами, широко відомими як «червоні кхмери».
Коротка доба правління «червоних кхмерів» (1975—1978 рр.) залишила жахливі наслідки для камбоджійців як у фізичному, так і моральному плані. Комуністи намагалися кардинально змінити камбоджійське суспільство та культуру: всіх міських жителів примусово виселяли в сільську місцевість, реорганізували населення в комуни (робочі колективи з колективізованою власністю, виробництвом та розподілом), був придушений буддизм. Прав людини та громадянина не існувало. Всі зусилля людей були зосереджені на виживанні, їм бракувало їжі та медичної допомоги. Звинувачення в контрреволюції було смертельним вироком. За підрахунками ЦРУ США, приблизно 50 000–100 000 камбоджійців було страчено за добу червоних кхмерів, ще 1,2 мільйона померли від голоду та хвороб, сотні тисяч були переміщені зі своїх домівок. Наслідки трагедії й досі даються взнаки.
У грудні 1978 року В'єтнам увів свої війська на територію Камбоджі й покінчив із режимом «червоних кхмерів». В'єтнамці поставили в Камбоджі маріонетковий уряд. Багато кхмерів та інших камбоджійців, як «червоних кхмерів», так і їхніх жертв, опинилося в таборах для біженців, організованих ООН на території Таїланду. Загони опору, включаючи й «червоних кхмерів», намагалися відвоювати країну. 1989 року В'єтнам вивів свої війська з Камбоджі, але в країні продовжувалась боротьба між різними політичними угрупуваннями, «червоні кхмери» не припиняли партизанської боротьби. Лише 1991 року за посередництва ООН було підписано мирну угоду. Нородом Сіанук знову очолив Камбоджу, а порядок у країні стали підтримували сили ООН. Проходила репатріація біженців. Проте останні загони «червоних кхмерів» капітулювали лише 1998 року. Камбоджійці стали жити в мирі, але країна й досі стикається з серйозними економічними, політичними та соціальними проблемами.

## Господарство

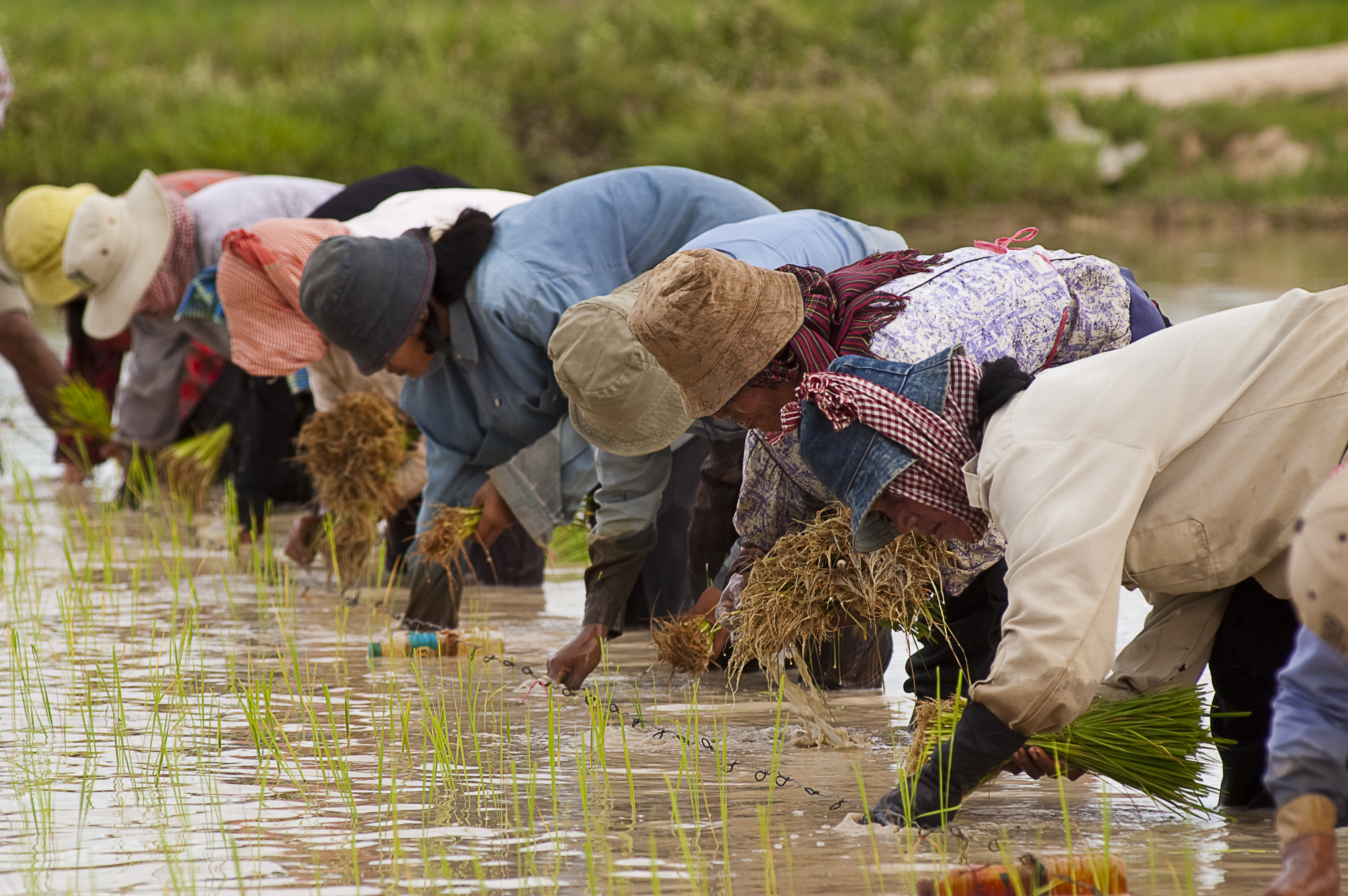
Камбоджійські селяни саджають рис.

Більшість кхмерів є сільськими жителями. Основне заняття — рільництво, головна продовольча культура — рис. Сільськогосподарський цикл залежить від мусонів. Через брак ґрунтових вод можливе лише дрібне за масштабами землеробство. Зрошувальні системи не дуже поширені, в більшості випадків селяни покладаються на опади. Механізоване сільське господарство є рідкісним явищем, культивація земель зазвичай проводиться за допомогою простих знарядь праці: дерев'яний плуг із металевим наконечником, який тягнуть тварини, мотика, серп.

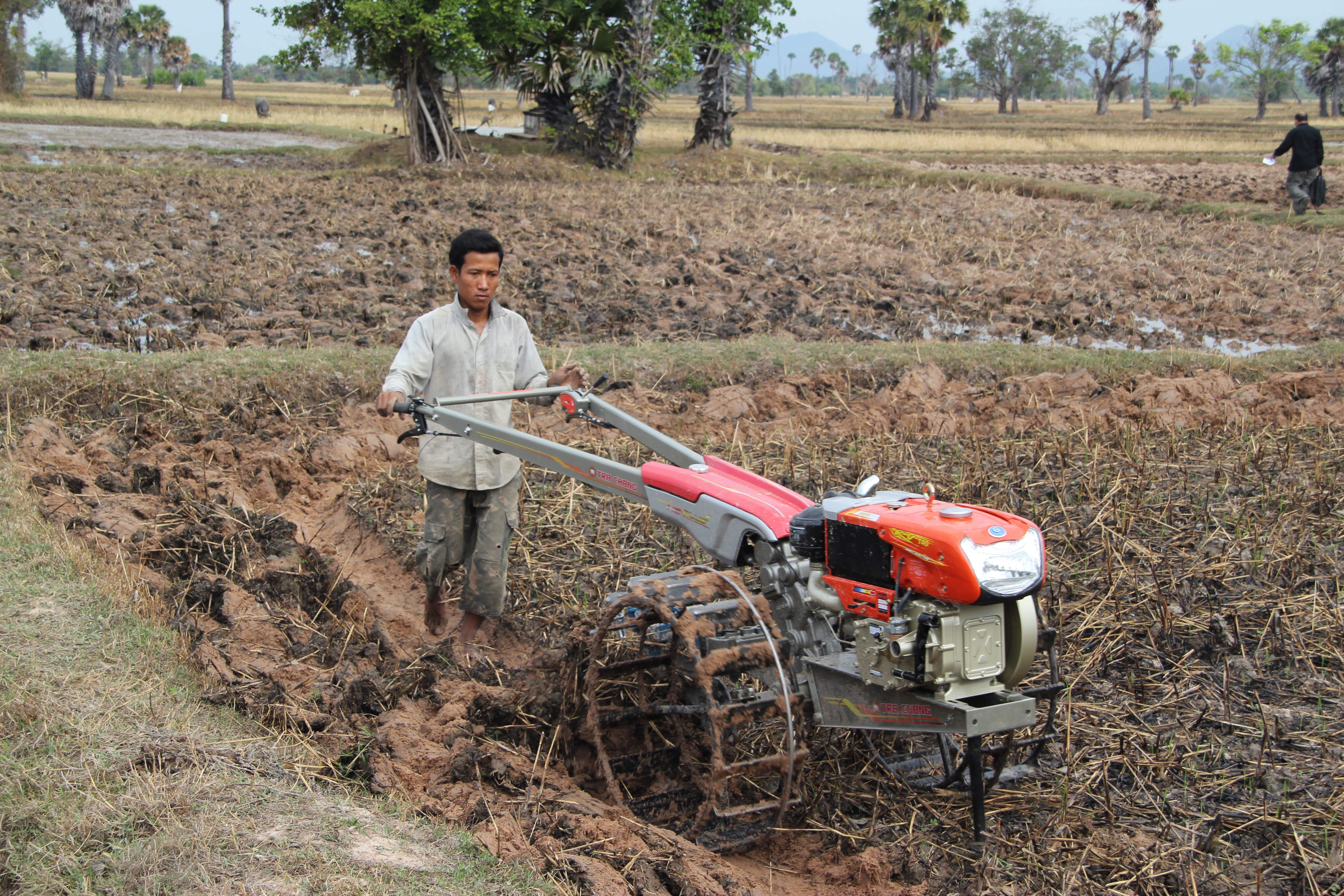
Оранка полів у механізований спосіб.

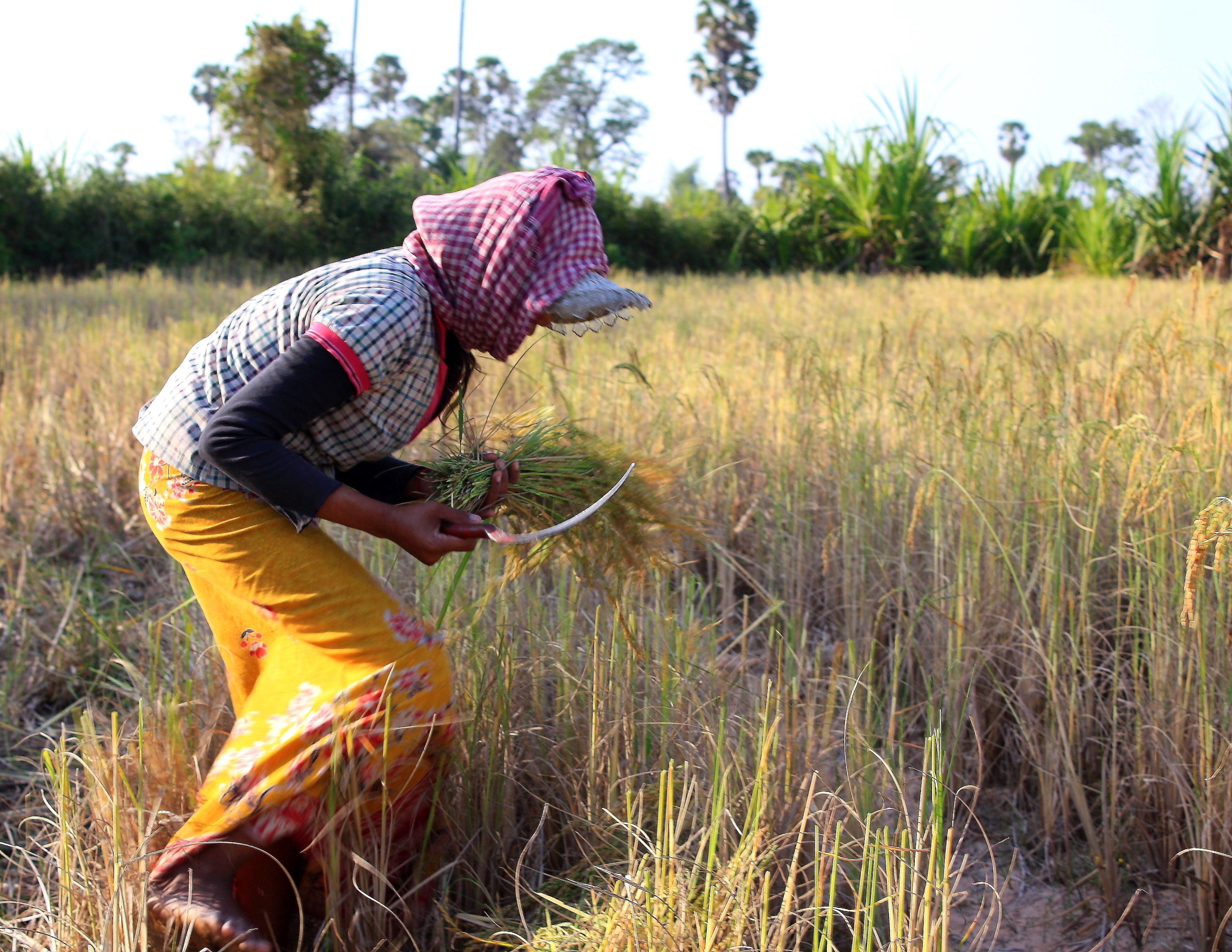
Збирання врожаю рису за допомогою серпа.

Як це було ще за доби Ангкора, більшість кхмерів веде натуральне господарство, вирощують вологий рис для власних потреб, а іноді й на продаж. На своїх городах і в садках селяни також вирощують овочі, фрукти та спеції, зокрема солодку картоплю, базилік, перець, квасолю, огірки, цукрову пальму, кокоси, манго, банани тощо.

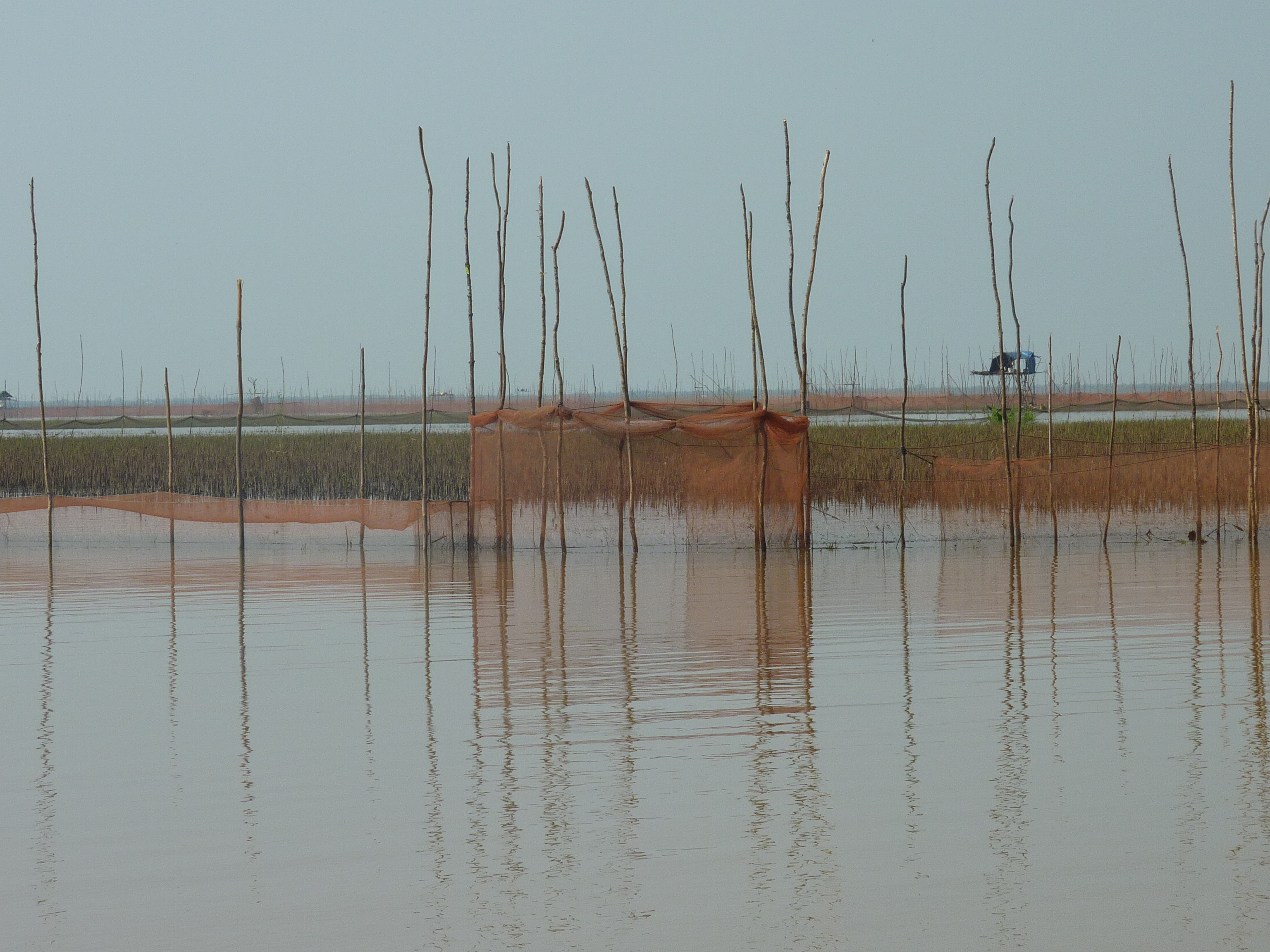
Рибальські сітки на озері Тонлесап.

Ще одним поширеним видом господарської діяльності є рибальство. Рибальські села розташовані на озері Тонлесап та вздовж великих річок, хоча не всі вони є кхмерськими. Ловлять рибу також на рисових полях та в ставках. Використовують сітки, кілки, пастки, кошики. В приморських районах деякі кхмерські сім'ї придбали човни та сітки для морського рибальства.
В окремих кхмерських сім'ях тримають велику рогату худобу, буйволів, качок, курей, свиней. Буйволів та волів використовують для оранки.
Кхмери також є досвідченими лісорубами та майстрами з будівництва житла. Багато кхмерських жінок займається ткацтвом, в сухий сезон вони тчуть шовкові й бавовняні тканини. Розвинені обробка деревини та бамбука, плетіння кошиків та килимків, гончарство, обробка міді, бронзи, срібла. Останнім часом, з покращенням економічної ситуації, пластиковий посуд та довговічні металеві інструменти поступово замінюють дерев'яні вироби традиційного ремесла.
Виготовляють пальмовий цукор на продаж. Промислове виробництво та переробка товарів існують у дуже обмеженому масштабі.
Здавна в кхмерському суспільстві були торговці, існували базари й магазини, як у сільській місцевості, так і в міських центрах. Традиційно торгівля в Камбоджі перебувала переважно в руках китайців або китайсько-кхмерських метисів, тепер серед торгівців стає все більше кхмерів. Кхмерські селяни продають надлишки продукції або інші товари (рибу, овочі, фрукти, рис, тютюн, деревину) один одному, мандрівним купцям або на місцевих чи міських базарах. Основними експортними культурами Камбоджі є каучук (вирощений на колишніх французьких плантаціях), квасоля, капок (рослинний пух), тютюн та деревина.
У містах кхмери працюють урядовцями, будівельниками, офіціантами, покоївками, роздрібними торгівцями. Багато кхмерських чоловіків служить в армії. Молоді люди часто здобувають освіту в буддійських храмах, а після цього стають ченцями.
Селяни потребують готівки на придбання різноманітних предметів першої необхідності. Щоб заробити грошей їм зазвичай доводиться займатися різними побічними заняттями, найматися на роботу в місті або на каучукові плантації. У Таїланді багато кхмерів працює на заробітках, особливо в сухий сезон. Вони наймаються на роботу на будівельні майданчики в Бангкоку та на фруктові й цукрового очерету плантації в інших частинах країни. Зараз багато кхмерської молоді працює на заводах у Великому Бангкоці та його околицях.

## Суспільство
Традиційне кхмерське суспільство поділялося на верстви й у минулому мало ієрархічну структуру. Кхмерська еліта складалася з аристократів (членів королівської та шляхетних родин), високопоставлених урядовців, військових та релігійних лідерів. Вона відрізнялися високим престижем, багатством та освітою. Середній прошарок складали торговці, фахові спеціалісти, службовці, більшість буддійського духовенства, військові офіцери середнього та нижчого рангу. В складі середнього класу було багато китайців та в'єтнамців, кхмери переважали серед військових та державних службовців. Нижчий шар складався із селян, рибалок, ремісників та некваліфікованих міських робітників. Більшість камбоджійців належала саме до цієї групи. Кожна з верств мала власну внутрішню систему рейтингів.
Соціальна мобільність у камбоджійському суспільстві мала місце лише в містах. Людина могла досягти вищого статусу ставши монахом або здобувши освіту, а потім вступивши на військову чи державну службу. Камбоджійська молодь високо цінувала можливості державної служби, особливо на посадах «білих комірців». Нижчий клас був практично ізольований від життя та діяльності середнього та вищого класів. У селах люди мали мало можливостей змінити свій соціальний статус; цей брак можливостей був відображенням традиційного буддійського фаталізму. Важливими в середовищі людей, що належали до нижчих верств, були вік, стать, моральна поведінка та релігійне благочестя людини. Традиційні буддійські цінності мали важливе значення на рівні села. Похилий вік поважався, а чоловіки, як правило, мали вищий соціальний статус, ніж жінки. Підвищували статус людини її чесність, щедрість, співчуття, уникання сварок, цнотливість, теплота та релігійне благочестя. Селяни віддавали честь і шанували тих, кого вони вважали авторитетом чи людиною з престижем. До цієї категорії належали буддійські ченці, вчителі, високопоставлені державні чиновники та представники спадкової аристократії. Буддійські ченці становили окрему соціальну категорію й користувалися величезною повагою. На селі деякі сім'ї були заможнішими за інші, але економічні відмінності не були великими.
Кхмерська мова відображає дещо іншу класифікацію кхмерського суспільства. Ця класифікація розділила камбоджійське суспільство на три великі категорії: королівська родина та знать, духовенство й миряни. Поділ суспільства на верстви залишив сильний вплив на поведінку людей та етикет мови. Для кожної з головних верств існує спеціальна лексика.
Камбоджійці приділяють велике значення суспільній ієрархії та правильній поведінці. Жінки повинні поважати чоловіків, діти — старших, і кожен повинен поважати своє начальство. Повагу виявляють до тих, то має вищий статус, більше багатства або важливішу роботу. Люди нижчого рангу вітають свого начальника з більшою повагою, глибшим поклоном або більшим нахилом голови, коли проходять повз чи пропонують їжу.
Республіканський режим на початку 1970-х рр. визнав недійсними всі королівські та дворянські титули, військові та урядовці замінили спадкову аристократію як найвпливовішу групу в країні. Незважаючи на законодавчу втрату титулів, королівські та шляхетні родини продовжували користуватися високим суспільним визнанням. «Червоні кхмери» намагалися покінчити з ієрархічною структурою суспільства, вирівняти соціальні класи та створити егалітарне суспільство, зробивши так, щоб практично всі жили як прості селяни. За їхньої доби Камбоджа пережила роки загальної бідності, але на цьому тлі з'явилася нова соціальна еліта з партійними кадрами на вершині. Після 1979 року деяке економічне пожвавлення стимулює відродження соціально-економічної диференціації в суспільстві.
На рівні громади соціальний контроль підтримується шляхом виховання з дитинства нормам належної поведінки та використання неформальних санкцій, таких як плітки (поширення думки) або остракізм. Люди прагнуть уникнути ганьби та сорому через неналежну поведінку. Їхні дії також регулюються прагненням набути релігійні заслуги шляхом дотримання основних буддійських правил поведінки (не брехати, не красти, не пити алкогольні напої, не блудити, не вбивати живих істот). Уважається також, що деякі види неналежної поведінки караються надприродними силами, як правило, у формі насилання хвороби. Сьогодні існують поліція та суди, але вони не стали популярними серед сільського населення, багато людей уникають звертання до них, за винятком випадків, коли це виявляється абсолютно необхідним. Усередині громади відкрита конфронтація між людьми є рідкістю, оскільки культурні норми стримують гнів, агресію та конфлікти. Багато людей спілкуються в місцевому буддійському храмі. Життя камбоджійської громади зазвичай визначає сильне почуття гордості за село, район чи провінцію.
За межами села зв'язки людей з широкою національною спільнотою встановлюються переважно через буддійських священників та через службу в армії, менше — через перебування на державній службі. Проте ці зв'язки характерні майже виключно для чоловіків.
Базовою одиницею кхмерського суспільства є нуклеарна сім'я, що складається з чоловіка, дружини та їхніх неодружених дітей. Всередині сім'ї спостерігаються найсильніші емоційні зв'язки, відчуття взаємної допомоги, спільні праця, розподіл продуктів та доходів. Нуклеарна сім'я також виступає як окрема одиниця в плані церемоніальних обов'язків.
Шлюб переважно моногамний. Теоретично в минулому чоловік міг мати кілька дружин, якщо був у змозі їх утримувати, але на практиці це траплялося рідко. Перша дружина могла накласти вето на прийняття другої. Багатоженство траплялося лише в заможних міських сім'ях і до 1975 року було законним. Режим «червоних кхмерів» заборонив це явище, такою ситуація лишається й досі. Проте за нинішнього дефіциту чоловіків деякі з них мають по кілька «неформальних дружин». Позашлюбне співжиття також існує, хоча трапляється частіше в містах. Жінка, що проживає в цивільному шлюбі, не має законних прав, пов'язаних зі шлюбом.
Кхмерський шлюб, як правило, легалізується буддійською церемонією, а також сплатою викупу за наречену. Подружня пара протягом життя народжує дітей, годує, виховує й навчає їх, тоді одружує. Бажана кількість дітей — п'ять. Окрім батьків, за дітьми доглядають старші брати та сестри, бабусі й дідусі та інші старші родичі. Дітей навчають насамперед словом та прикладом, тілесні покарання є рідкісними. У віці 10 років діти вже допомагають батькам по господарству. Багато уваги приділяється вихованню норм ввічливості, слухняності, поваги до старших та до буддійських ченців.
До 1975 року більшість кхмерських селян мала невелику земельну ділянку; безземелля та поміщицьке землеволодіння із залученням людей для обробки земель не отримали значного поширення, але існували в деяких регіонах. За «червоних кхмерів» приватна власність була скасована, землі колективізовані й перейшли в громадське землеволодіння. Згодом земля знову була переділена між фізичними особами, а приватна власність офіційно була відновлена у 1989 р. Домогосподарство може складатися лише з нуклеарної сім'ї, що включає батьків та їхніх неодружених дітей. Інший поширений варіант — це домогосподарство, що складається з трьох поколінь близьких родичів: батьки, їхні неодружені та одружені діти, останні зі своїм подружжям та власними дітьми; такі розширені сім'ї можуть включати й інших родичів. Останній варіант став особливо поширеним після правління «червоних кхмерів» через те, що багато людей загинуло. Коли батьки стають старими й більше не можуть утримувати себе, вони часто запрошують сім'ю наймолодшої дитини переїхати до них та взяти на себе ведення домашнього господарства. На цьому етапі свого життя вони користуються високим статусом, допомагають піклуватися про онуків і більше часу приділяють служінню в храмі.
Чоловік є головою сім'ї й представляє її в громаді. Він відповідає за забезпечення сім'ї житлом та їжею. Дружина також користується в сім'ї значним авторитетом. Вона контролює фінанси родини, а ще вважається етичним та релігійним зразком для дітей, особливо дочок. Чоловіки на селі займаються оранкою й боронуванням рисових полів, обмолотом рису, збором соку цукрової пальми, доглядом за худобою, столярними роботами, купівлею та продажем худоби та птиці. До жіночих обов'язків належать пророщування та посадка саджанців рису, збирання рису, догляд за городом, готування їжі, прання, ткацтво, догляд за дітьми. Такий розподіл праці та обов'язків не є жорстким, за потреби чоловіки можуть виконувати «жіночу» працю й навпаки, часто подружжя працює разом.
У кхмерів не існує загальних правил ендогамії або екзогамії, але шлюб між близькими кровними родичами заборонений. Прийнято, щоб після весілля молоде подружжя жило в сім'ї батьків дружини, особливо в перші роки шлюбу. Коли батьки будуть впевнені у стабільності свого зятя або після народження першої дитини, молода пара переїздить до власної хати. Але це правило не є суворим, подружня пара може відразу поселитися у власній хаті, може жити в хаті батьків чоловіка або навіть в інших родичів. Вибір місця проживання залежить від конкретних обставин, з плином часу воно може змінюватись.
Походження є білатеральним, тобто відстежується як за батьківською, так і за материнською лінією. Кожен із подружжя може принести в сім'ю успадковану землю, згодом протягом подружнього життя пара може додатково придбати спільну землю. Передача майна спадкоємцям відбувається або під час одруження дитини, або коли батьки помирають. В ідеалі батьки намагаються дати кожній дитині справедливу спадщину, теоретично однакову, але на практиці деякі діти можуть отримати більше за інших. Різниця може бути обумовлена індивідуальними потребами чи наявністю в батьків фаворитів, часто це найстарша дитина. Заповіт, як правило, буває усним, хоча перевага надається письмовому.
Розлучення є законним, воно може бути ініційоване як чоловіком, так і дружиною. Підставами можуть бути несумісність пари, тривала відсутність партнера вдома без поважних причин, відмова від виконання подружніх обов'язків, відмова чоловіка забезпечувати сім'ю, перелюб, аморальна поведінка. Розлучення отримати порівняно легко, але трапляється воно нечасто й не вітається суспільством. Після розлучення колишні чоловік та дружина забирають назад те, що було принесено ними в сім'ю до шлюбу, а спільно нажите майно ділиться порівну. Неповнолітні діти зазвичай залишаються з матір'ю. Обоє батьків зобов'язані продовжувати фінансове забезпечення виховання та навчання дітей. Розлучені особи можуть одружитися вдруге, але мусять почекати хоча б 10 місяців.
Традиційні моделі сім'ї були докорінно змінені за часів правління «червоних кхмерів». Чоловіків відокремили від жінок, батько, мати та діти часто не бачили одне одного протягом багатьох місяців. Чоловік і жінка часто навіть не встигали вкласти шлюб, а сексуальні стосунки були обмежені через тривалі розлуки. Позашлюбні стосунки й навіть флірт між молодими людьми жорстоко карались.
Поза межами нуклеарної сім'ї в кхмерів не існує організованих споріднених груп, хоча люди знають про свою спорідненість або коло родичів за кров'ю та за шлюбом як за батьківською, так і за материнською лінією — бонгпон (bong p'on). В ідеалі між родичами повинна бути прихильність та взаємодопомога. Вважається, що розбрат між ними карається духами предків. Зазвичай у кожної сім'ї існує тісна взаємодія лише з певною групою родичів. З іншого боку, відносинами взаємної допомоги пов'язані між собою всі члени сільської громади, не обов'язково родичі. Методом толоки вони зводять хати, виконують інші трудомісткі роботи. Стосунки з друзями можуть бути дуже міцними, вони мають назву тхоа (thoa), це стосунки між названими батьками та дітьми або братами та сестрами. Існують також особливі стосунки клои (kloeu), на кшталт кровних братів (побратимів), що скріплюються спеціальною церемонією. Стосунки клои набагато міцніші за стосунки тхоа, такі люди сприймають рідних побратима, як своїх. Жіночий еквівалент клои — мреак (mreak).

## Побут

### Житло

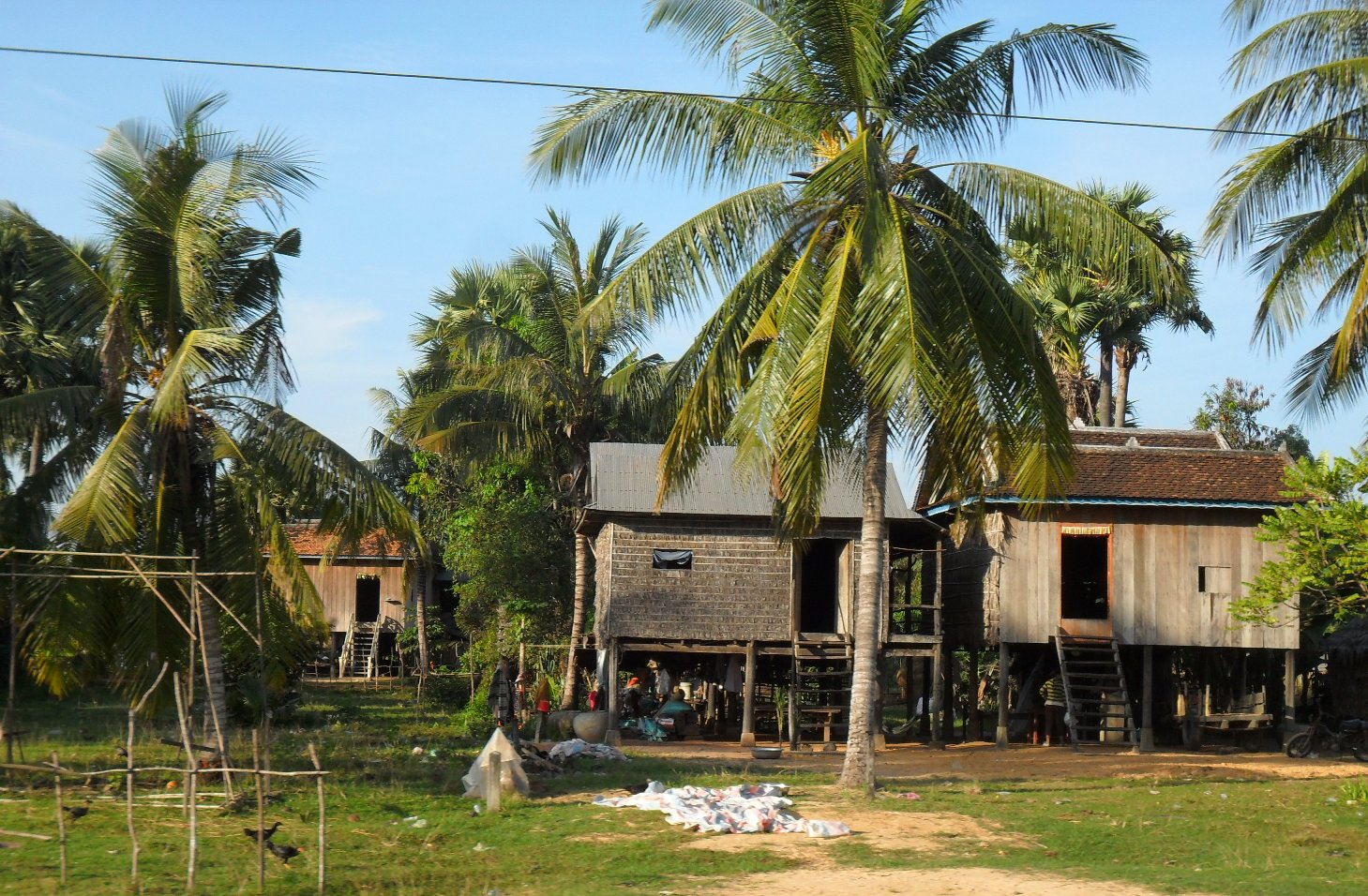
Кхмерське село.

Більшість камбоджійців живе в селах з населенням від 200—300 до понад 1000 жителів. За плануванням села бувають трьох основних типів. В одних хати стоять лінією уздовж дороги або річки, в інших всі хати та інші будівлі зібрані компактною групою й з метою захисту пов'язані між собою за круговою схемою. Ще один тип кхмерських сіл складається з окремих хат, розпорошених серед рисових полів. У межах села серед хат стоять дерева, ростуть чагарники, є городи, навколо або поруч із селом розташовуються рисові поля. В багатьох селах є власний буддійський храм (ват), у деяких — школа. Більшість кхмерів живе сімейними домогосподарствами, нуклеарна сім'я зазвичай займає окрему хату.
Традиційні кхмерські хати — це прямокутні в плані житлові будівлі, що стоять на палях. Розмір хати може варіювати від 4×6 м до 6×10 м. Хати ставлять на палях висотою цілих три метри, щоб захистити житло від повені в сезон дощів. До житлового приміщення ведуть сходи або драбина. Хата має дерев'яний каркас, крутий двосхилий дах, що нависає над стінами й захищає внутрішній простір від дощу. Матеріали, що використовувались при спорудженні житла, визначалися статками сім'ї та її місцем у соціальній ієрархії суспільства. Лише члени королівської родини та знать мали право на дах із черепиці, інші крили хати соломою. Стіни можуть бути солом'яними, сплетені з бамбука або зроблені з дощок. Підлога буває бамбуковою або дерев'яною. Новіші хати можуть мати дах із бляхи.
Протягом 1970-1980-х років більшості населення Камбоджі довелося жити в невеличких солом'яних хатах, збудованих прямо на землі. Люди не мали коштів навіть на зведення хатинки на палях. Багато кхмерів продовжують жити в таких хатах і досі.
У незаможних сім'ях внутрішній простір хати складається лише з однієї великої кімнати, окремі секції розділені тканинними, солом'яними або дерев'яними перегородками. Тут мінімум меблів, переважно це дерев'яні лавки, які використовуються як для сидіння, так і для сну. Їжу готують на окремій кухні, розташованій біля хати, але зазвичай впритул за нею. Майданчик на землі між палями використовується як місце роботи та відпочинку, тут люди знаходять собі укриття від спеки та дощу. Тут також тримають худобу, зберігають реманент. Туалетні приміщення — це прості ями в землі, розташовані подалі від хати; після її заповнення яму засипають.
В багатих кхмерських родинах хати мають більш складне внутрішнє планування. Зазвичай приміщення поділяється на три кімнати: парадна кімната є вітальнею й використовується для прийому гостей, наступна — це спальня батьків, а третя відведена для неодружених дочок; сини сплять скрізь, де знайдуть собі місце. Успішні сім'ї мають більше меблів.
Закономірності в конструкції хат та плануванні сіл, як правило, зберігаються й донині; додалися лише деякі адміністративні будівлі у великих селах та збільшилась кількість шкіл.
Лише 20 % населення Камбоджі є міськими жителями. Міське житло та комерційні будівлі можуть бути з цегли, кам'яної кладки або дерева. Люди мають різне житло — від багатоквартирних будинків до вілл. Заможніші сім'ї живуть у дво- та триповерхових будинках та квартирах з електрикою й водопроводом. Менш забезпечені проживають у менших квартирах, часто великими сім'ями в одній кімнаті. У містах також є безхатьки, які живуть на вулиці.

### Одяг

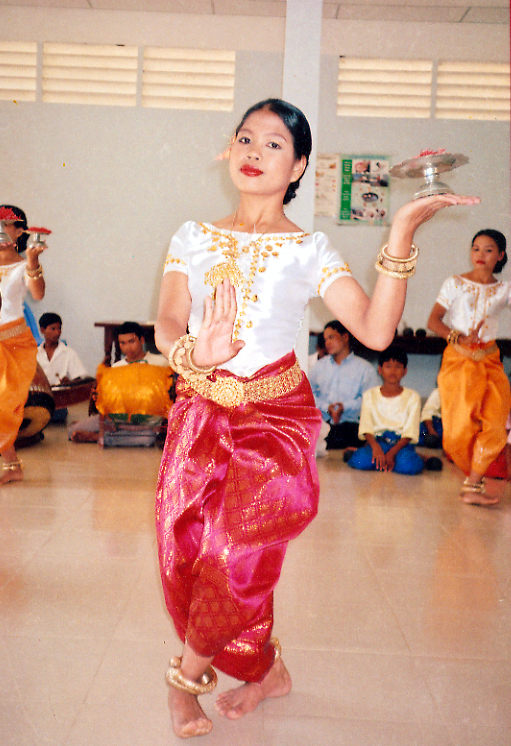
Кхмерська танцівниця в традиційному костюмі (сампот)

Багато камбоджійців продовжує носити традиційний одяг. Жінки вдягають сампот, а чоловіки — саронг. Обидві ці одежини схожі між собою, це відрізок тканини шириною близько метра та довжиною в три метри, який обмотують навколо тіла у формі спідниці. Використовують бавовняні або шовкові тканини, виконані в різних стилях і з різними візерунками. В урочистих випадках вдягають сампоти та саронги, вишиті золотими або срібними нитками. Кхмерські жінки із сампотом носять білу блузку або сорочку. Чоловіки ходять з голими грудьми або вдягають світлу сорочку.
Ще одним важливим елементом кхмерського костюму є крама, довгий тонкий шарф, який найчастіше носять на шиї, але можуть обмотувати його тюрбаном навколо голови, перев'язувати через плечі, обмотувати навколо тіла як блузку або спідницю.
У сільській місцевості чоловіки та жінки можуть вдягати на роботу вільні штани та сорочки чи блузи. Багато чоловіків носять штани або шорти в західному стилі. Представники міських середніх та вищих класів носять брюки та сорочки європейського зразка на роботі та більш традиційний одяг удома. Жінкам завжди заборонялося носити штани західного типу. Діти шкільного віку носять у школі одяг європейського типу: хлопчики вдягають сорочки та шорти, дівчатка — спідниці та блузи.
Діти ходять босоніж, а батьки носять в'єтнамки або сандалі. Конічний капелюх, характерний для в'єтнамців, певною мірою був прийнятий кхмерами в сусідніх із В'єтнамом східних провінціях Камбоджі. Як чоловіки, так і жінки коротко стрижуть волосся.
«Червоні кхмери» змушували людей носити темний одяг (універсальну чорну «піжаму»): чорну сорочку без коміру, широкі штани та картату краму для чоловіків, чорний, темно-синій або темно-бордовий сампот з однотонною блузкою для жінок. За носіння барвистого одягу чи прикрас порушників карали. Після в'єтнамської окупації люди були надто бідні, щоб купувати те, що хотіли. Зміни на краще розпочались після 1993 року, на базарах з'явилися яскраво забарвлені та з принтами тканини та одяг. Проте більшість населення може дозволити собі придбати лише імпортний секонд-хенд.

### Їжа

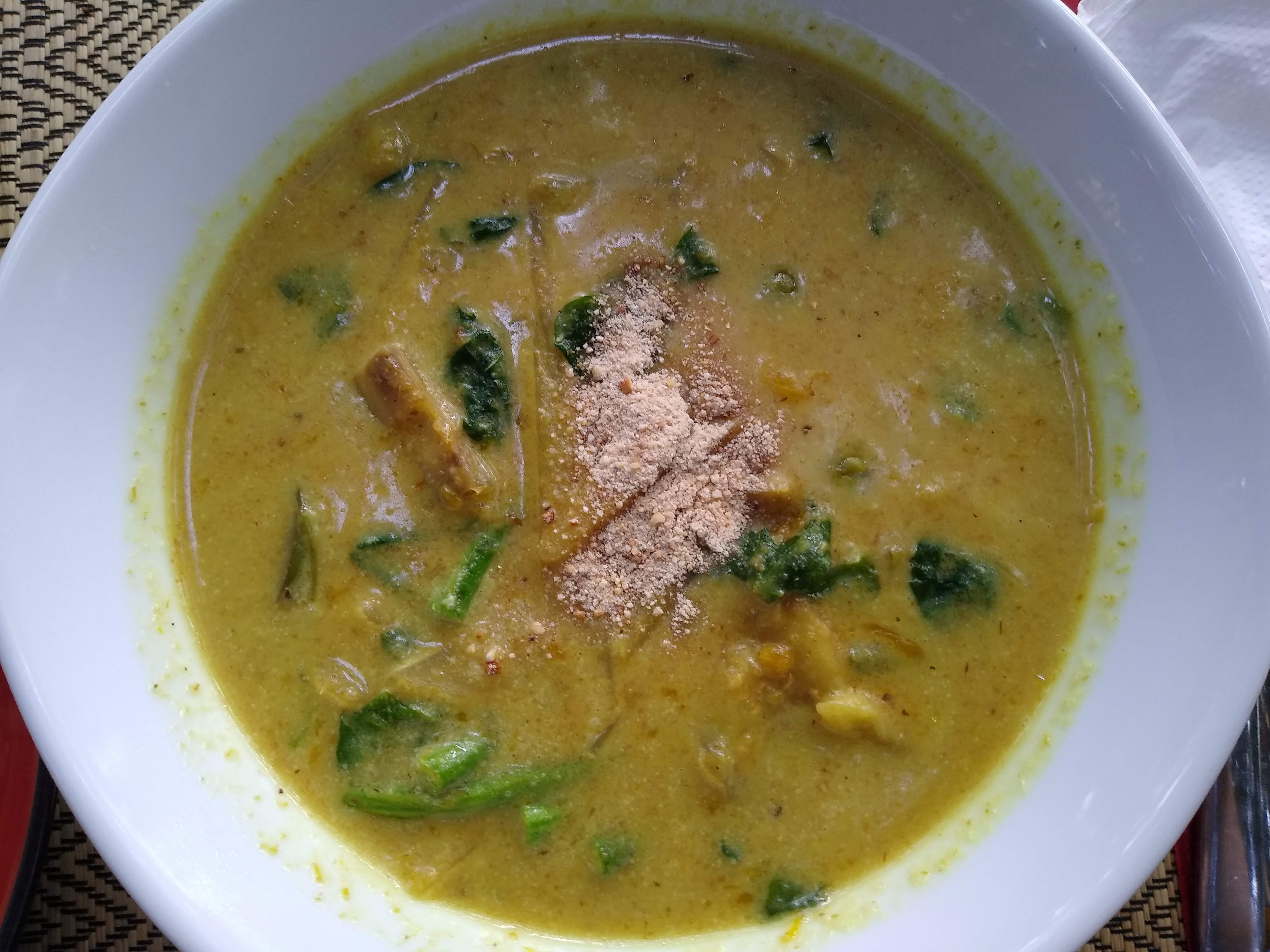
Один із варіантів кхмерського супу

Основу харчування кхмерів становлять рис декількох сортів, риба та овочі. Рис — найважливіший продукт харчування в Камбоджі. Його вживають практично під час кожного прийому їжі, він є в основі більшості кхмерських страв. Кхмери їдять рис більш грубого помелу, ніж у багатьох інших країнах, тому він містить більше вітамінів і твердих крупин. Середнє споживання рису в Камбоджі до 1970 року становило майже 1,5 кілограма на людину на добу. Риба в раціоні кхмерів майже так само важлива, як і рис, її їдять свіжою, сушеною, соленою.
Найтрадиційнішою камбоджійською стравою вважається прагок (prahok) — ферментована риба, яка як соус або паста використовується як приправа до інших страв; вживається у великій кількості. Для приготування прагоку рибу солять і заквашують у глиняних горщиках. Популярним є кхмерський суп самлар (samlar). Їдять кілька видів локшини. Ще одна улюблена їжа — горіхи бетеля, їх загортають у листя й жують, отримуючи легкий наркотичний ефект.
Овочі також є важливою частиною раціону. Камбоджійці вирощують на своїх городах цибулю, перець, баклажани, помідори, картоплю. Особливо популярним є тракуон. До страв додають гострий перець, лемонграс, м'яту та імбир, часто також цукор. До числа улюблених ласощів належить фрукт дуріана, який жахливо пахне, але має вишуканий смак. Їдять також банани, манго, папаю, рамбутан, джекфрут, плоди олійної пальми та інші фрукти, як культивовані, так і лісові, які рясно ростуть по всій країні.
Їдять також креветок, ікру риб, черепах, жаб, коників. М'ясо — це переважно святкова їжа. Яловичину, свинину, птицю та яйця додають до страв з нагоди особливих подій, а якщо родина може собі це дозволити, то й щодня.
Селяни зазвичай їдять кілька разів на день. Зранку робітники в полі з'їдають лише фрукт або шматочок пирога, це зазвичай відбувається після прибуття на роботу. Повноцінний сніданок буває приблизно о 9:00 або 10:00 ранку; його готує дружина або дочка й приносить чоловікові в поле. Ситно обідають робітники в полі приблизно опівдні. Вечеряють всі разом сім'єю близько 17:00, після повернення робітників додому.
У містах до раціону харчування включається багато західних продуктів. До доби «червоних кхмерів» у Пномпені існували ресторани французької, китайської, в'єтнамської та індійської кухні.
До початку 1970-х Камбоджа загалом забезпечувала себе їжею. За «червоних кхмерів» недоїдання стало поширеним явищем, особливо серед людей, яких влада визнала «новими людьми». Колективне харчування було введено 1977 року. Харчові пайки для «нових людей» були мізерними. Люди їли все, що могли знайти: комах, дрібних ссавців, павуків, крабів, рослини. Згодом ситуація покращилась, але все ще існував серйозний дефіцит продовольства, дещо покращили ситуацію міжнародні пожертви.

### Свята та традиції
Найважливіші свята в Камбоджі — буддійські. Серед них: святкування народження, просвітлення та смерті Будди (Весак); вхід або вихід ченців з монастиря в сезон дощів; свято померлих; свято пожертви ченцям. Свято померлих пчумбен (Pchum Ben, Prachum Ben) відзначають у вересні; протягом двох тижнів святкування люди приносять жертви предкам у сподіванні, що вони захистять своїх нащадків. Свято катун (Katun) проводиться з метою збирання пожертв (гроші або продукти) для храму та ченців.
Одне з найважливіших камбоджійських свят — кхмерський Новий рік чоулчамтхмей (Choul Chnam Thmey). Його святкують на початку місячного року, зазвичай у квітні. Це час, коли більшість камбоджійців починають готувати свої рисові поля до посадки, висаджують розсаду. Святкування Нового року триває кілька днів і включає релігійні церемонії, танці, музику, ігри. Загальнонаціональним святом є бономтук (Bon Om Touk), «відступ води», присвячений виходу води з озера Тонлесап у Меконг; у Пномпені з його нагоди проводять перегони на човнах.
На місцевому рівні практикують ритуали, пов'язані зі зціленням, заспокоєнням духів, з етапами землеробського циклу та з іншими видами господарської діяльності. Церемонії життєвого циклу, присвячені народженню, шлюбу та смерті, проводять їх удома.
Народження дитини — щаслива подія, люди вітають появу на світ нового члена сім'ї. Але водночас ця подія наражає сім'ю на небезпеку. Кхмери вважають, що під час пологів духи можуть заподіяти шкоди всій родині, а особливо матері та новонародженій дитині. У традиційному кхмерському суспільстві вагітна жінка, а часто й її чоловік, дотримуються ряду харчових табу й уникають певних ситуацій, щоб захистити свою сім'ю від дії злих духів. Вважається, що жінка, яка помирає під час пологів, «перетинає річку» й стає злим духом. Ці традиції й досі живуть на селі, але в містах вони ослабли.
У віці 12 років діти проходять ритуал вистригання волосся (корсак). У віці від 11 до 19 років, а іноді й раніше, хлопчик може стати служкою в храмі, частина з них згодом стає ченцями. Такий син є предметом гордості для своїх батьків. Дівчата в минулому після першої менструації проходили ритуал чолмлуп, який символізував перехід до дорослого життя. На період від кількох днів до 6 місяців дівчина усамітнювалась і дотримувалась встановлених харчових табу; після цього вважалося, що вона може вже вступати в шлюб.
Хлопчики зазвичай граються з хлопчиками, а дівчатка з дівчатками. Поділ за статтю зберігається й серед молоді. Виняток буває лише на свята, особливо на Новий рік, коли хлопці та дівчата разом беруть участь у групових іграх. Тоді молоді люди мають можливість розпочати пошук майбутнього подружжя. Недоторканість нареченої високо цінується, а передшлюбні сексуальні стосунки вважаються неприйнятними. Дівчина, яка завагітніла поза шлюбом, приносить сором своїй родині.
Більшість кхмерських чоловіків одружується у віці від 19 до 25 років, жінки — у 16-22 роки. Хлопець може самостійно вибрати собі наречену, але це можуть зробити за нього й батьки. В містах поширилась практика залицяння, що виникла під впливом західних ідей романтичного кохання, на селі цього немає. Батьки, на прохання сина або за власною ініціативою, засилають в сім'ю потенційної нареченої сватів. Пропозиція може бути прийнята або ні, теоретично дівчина може відмовитись від нареченого, якого обрали їй батьки. Перш ніж ухвалити рішення кожна сім'я досліджує іншу, щоб переконатися, що її дитина опиниться в хорошій родині. Коли обидві сторони погоджуються на шлюб, вони обмінюються подарунками та вкладають усну угоду, визначаються з датою весілля. Сім'я нареченого зазвичай дарує гроші батькам нареченої, щоб допомогти їм покрити витрати на весілля, яке ті мають влаштовувати.
Традиційне кхмерське весілля — це особливе свято, тривала й барвиста подія. В минулому весілля продовжувалось три дні, тепер — вдвічі менше. Церемонія починається вранці в хаті нареченої. Буддійські священики проголошують коротку проповідь та читають молитви благословення. В ході весільної церемонії проводять ритуальне підстригання волосся, зав'язують молодятам навколо зап'ястя бавовняні нитки, змочені свяченою водою, щоб благословити союз, здійснюють передачу свічки по колу між молодятами та щасливими одруженими й шанованими парами. Після весілля проводиться бенкет. У місті він відбувається в ресторані, на селі споруджують тимчасовий намет.
У кхмерів традиційно немає прізвищ, хоча французи й намагалися законодавчо закріпити їхнє використання на початку XX століття. Більшість кхмерських генеалогій сягають лише двох-трьох поколінь, це контрастує з традиціями шанування предків в'єтнамцями та китайцями. Виняток становлять шляхетні та королівські сім'ї, деякі з яких можуть простежити своє походження протягом багатьох поколінь.

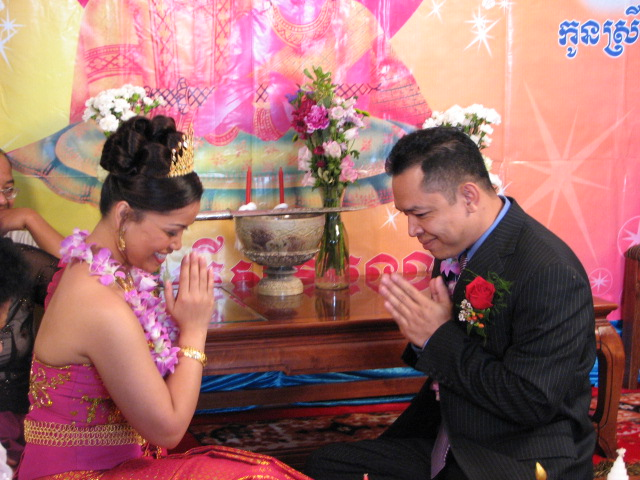
Сампеах — традиційне кхмерське вітання.

При зустрічі камбоджійці завжди вітаються в традиційний спосіб сампеах (sampeah): вони з'єднують долоні пальцями догори або трохи в напрямку людини, з якою вітаються, й підносять руки до грудей або чола. Що вищим є статус людини, з якою вітаються, тим вище підіймають руки. Під час вітання також можуть схиляти голову. Гостям, як знайомим, так і незнайомим, пропонують все найкраще, що має домогосподарство.
Хвороби в кхмерському суспільстві пояснюють та лікують як методами західної доказової, так і місцевої традиційної медицини. Традиційна медицина шукає причину хвороби в емоційному стані людини та дії злих духів. Традиційні цілителі кру застосовують для лікування народні ліки, китайські процедури, такі як моксібастіон (спалювання висушеного полину на певних точках тіла) та різні спіритичні ритуали. Також буває поєднання традиційних методів лікування із сучасними медичними процедурами.
Похорон — одна з двох найважливіших церемоній життєвого циклу. Проводять його якомога швидше після смерті. Кхмери зазвичай кремують померлих. Тіло небіжчика миють, одягають і кладуть у труну, яку можуть прикрашати квітами та фотографією померлого. Біля хати померлого вивішують білі прапори у формі вимпела, свідчення того, що в хаті знаходиться небіжчик. Подружжя померлого, їхні діти голять голову та вдягають білий одяг — це є свідченням трауру. Похоронна процесія, що складається з ачара, поважних жителів села, буддійських ченців, членів родини та інших людей, що відчувають скорботу, супроводжує труну до місця спалення. Кістки та попіл, що залишилися після кремації, кладуть в урну, яка зберігається вдома або ставиться в спеціальній споруді в буддійському храмі. Зуби або шматочки кісток померлого вважаються реліквіями, їх часто носять на золотих ланцюжках як амулети.
Смерть не розглядається як велике горе. Згідно з буддійською доктриною, людина проходить послідовні перевтілення (реінкарнацію), тому смерть — це лише кінець одного життя й початок іншого, яке, як сподіваються, буде кращим. Позиція людини в наступному житті визначається її чеснотами та доброчесною поведінкою в цьому житті. Лише виняткові особи, подібні до Будди, можуть досягти нірвани й вийти з циклу перевтілень.

### Освіта
В старі часи освіту здобували переважно хлопчики в храмових школах. Буддійські ченці навчали їх основам релігії та релігійної мови палі. Після здобуття незалежності й до 1970 -х років початкова та середня освіта були значно розширені як для хлопчиків, так і для дівчаток. З приходом до влади «червоних кхмерів» освіта традиційного та західного зразків фактично були зупинені, школи були зруйновані, а вчителів та учнів жорстоко карали або вбивали. Після падіння режиму Камбоджі довелося починати відбудовувати систему освіти з нуля. Сьогодні більшість дітей навчаються у школі з семи -восьми років, навчання триває принаймні кілька років. Батьки хочуть, щоб їхні діти здобували освіту, однак не мають коштів на оплату навчання. Крім того, відчувається брак робочих рук, і сім'ї потребують допомоги дітей по господарству. Рівень грамотності серед дорослих у Камбоджі становить близько 65 % (80 % для чоловіків і 50 % для жінок).
Кращою є ситуація з освітою в Таїланді. Місцеві кхмери зацікавлені віддавати дітей до школи, вони вважають освіту запорукою успішного життя.

### Розваги
Найпопулярнішими видами спорту в Камбоджі, як серед глядачів, так і серед учасників є футбол та волейбол. Користуються популярністю також бокс, баскетбол та велоперегони. Невелика кількість камбоджійців у містах грають у теніс та займаються плаванням. Популярними є також перегони на човнах.
Кхмерські діти мають багато сімейних обов'язків та домашніх справ. І хлопчики, й дівчатка допомагають доглядати молодших дітей, доглядати худобу та багато іншого. При цьому діти зазвичай перетворюють ці потрібні заняття на гру. Крім того, вони люблять плавати й бігати. У селах популярною є гра із гумовими ремінцями. Хлопці проводять лінію в багні, потім відходять і кидають свої ремінці в бік лінії. Перемагає той, хто покладе ремінець найближче до лінії. Дівчатка та менші діти грають у подібну гру з гумовими смужками. Переможець носить виграні смужки на зап'ясті. Дівчатка також грають в «класики».
Фільми, телебачення та відео надзвичайно популярні як у містах, так і в сільській місцевості. Популярним також є караоке, його можна зустріти від наймодніших клубів столиці до найскромнішого села.
Камбоджійці також люблять запускати повітряних зміїв.
У селах місцеві свята залишаються найпоширенішим і популярним способом проведення дозвілля. На свято люди їдять, слухають музику місцевих або мандрівних груп, грають у відеоігри, п'ють, танцюють тощо.

## Мистецтво

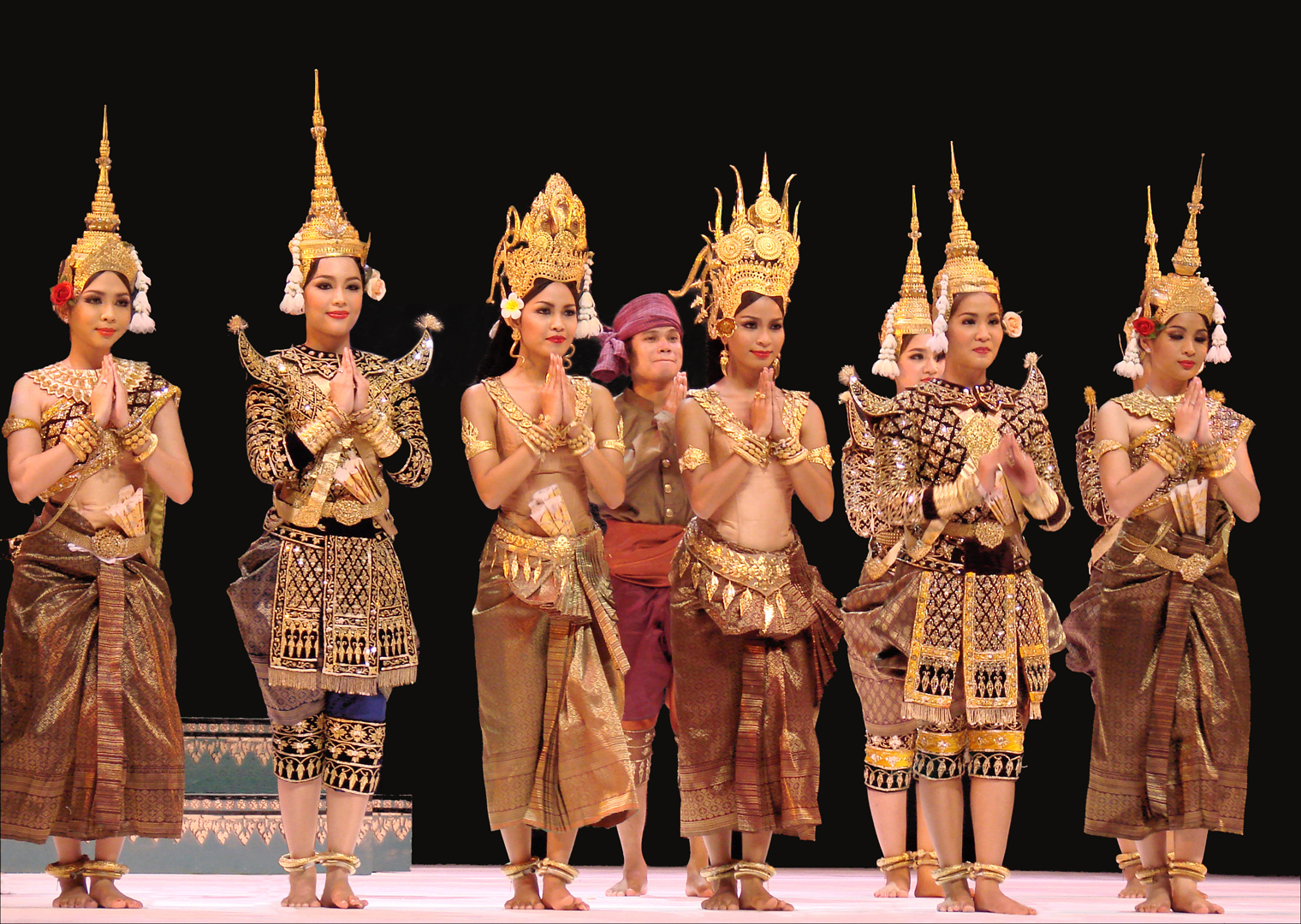
Актори королівського балету.

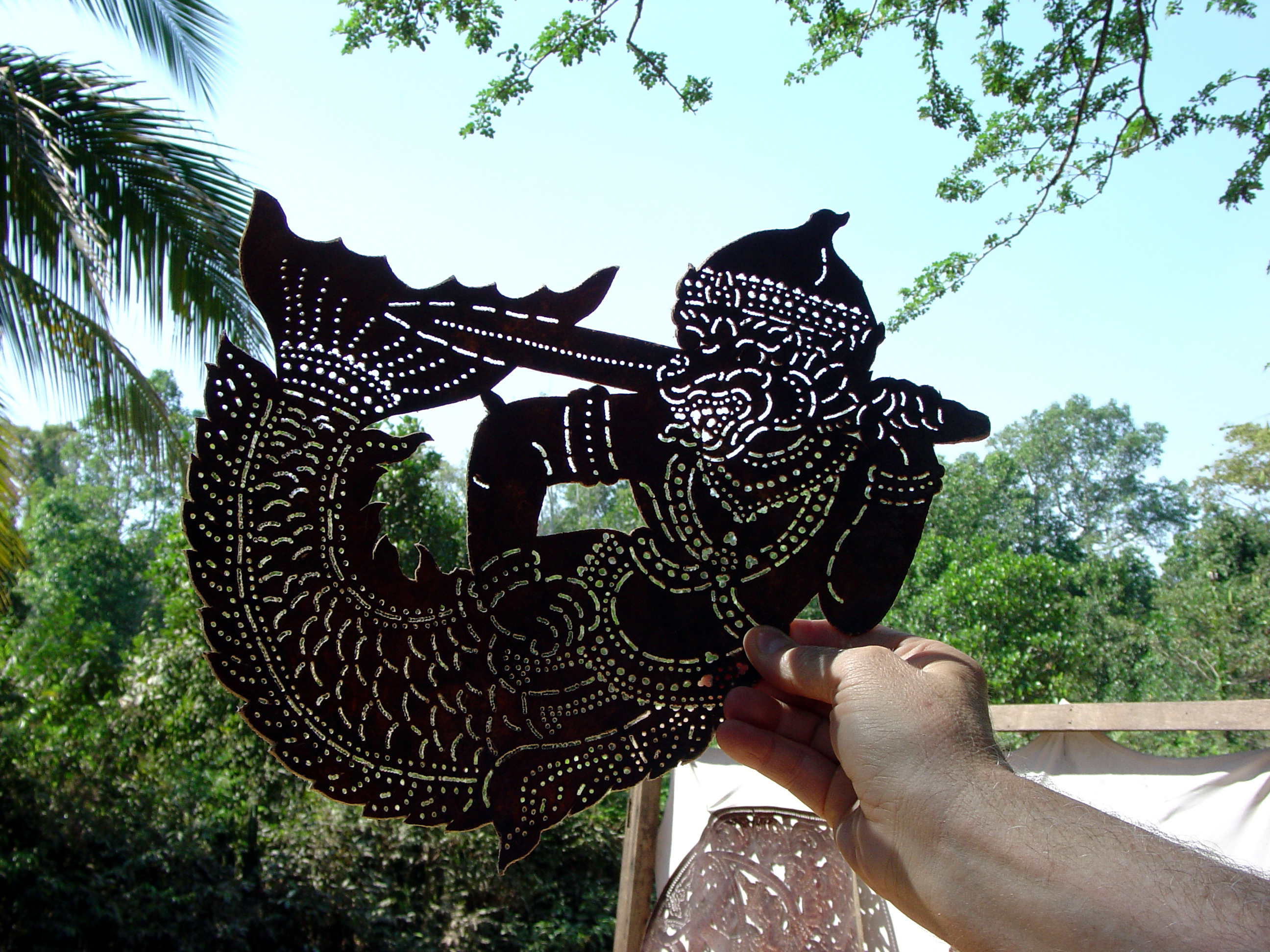
Лялька з театру тіней.

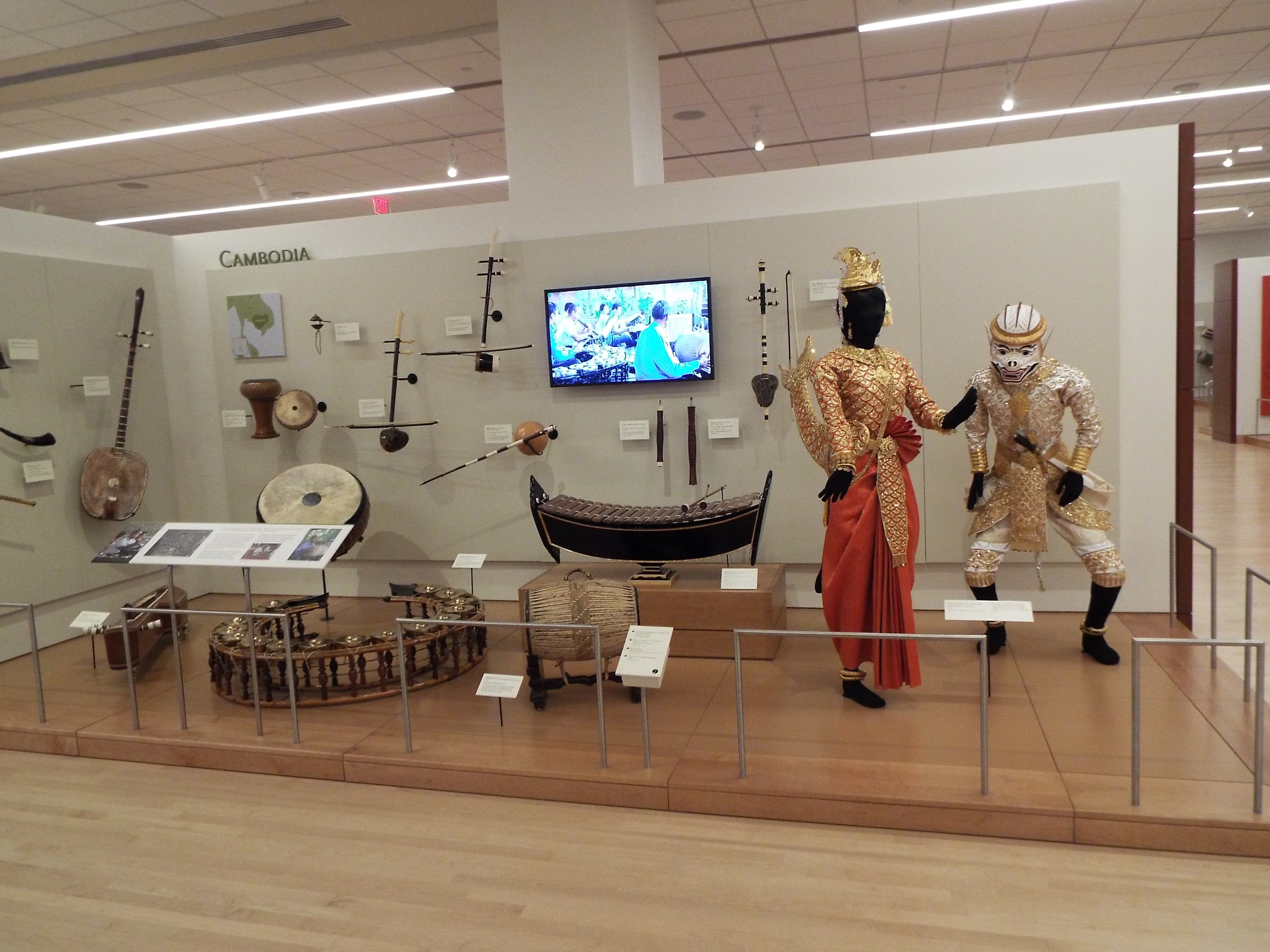
Камбоджійські музичні інтрументи.

Музика та танці є невід'ємною частиною кхмерської культури. Вони присутні як у повсякденному сільському житті, так і у виставах камбоджійського театру в місті. Традиційний танець тисячі років залишався гордістю камбоджійців. Існують класичні, народні та соціальні танці, традиційні й популярні пісні та театр. Класична камбоджійська драма заснована на епічних та міфологічних сюжетах, сполучає пантоміму зі співом та танцями. Серед популярних вистав — Рамкер, кхмерська версія Рамаяни. Знамениті класичний балет, театр тіней нангсбек. Традиційні музичні інструменти включають гітари, ксилофони, скрипки, гонги, барабани та духові інструменти; при виконанні популярної музики використовують західні інструменти. Кхмерська скрипка та кхмерська народна пісня перебувають у центрі сільського життя та урочистостей.
Камбоджійська література бере свій початок у VII ст. Вона включає казки, легенди, історії із життя Будди, поезію, релігійні тексти, драми. Камбоджійці переповідають старовинні історії про індуїстських богів та героїв, народні казки про прекрасних та багатих членів королівської родини, про жадібних купців та шляхетну молодь, а ще комічні історії, які радують усіх. Їхні тексти здавна запам'ятовувалися та виконувалися професійними казкарями, які подорожували країною. Популярними є вірші чбап (chbap), які містять поради на повсякденне життя.
Сьогодні традиційну камбоджійську літературу відтіснили сучасні фільми, радіо, телебачення, відео. Більшість камбоджійських молодих людей скоріше подивляться відео з бойових мистецтв з Гонконгу, ніж послухають казкаря, який розповідає давні історії.
Кхмерське мистецтво також знаходить свій вираз в архітектурі, скульптурі, живописі, художніх тканинах, металевих виробах або навіть прикрасах на серпі для збирання рису. Високого розвитку досягли храмова архітектура, фресковий живопис, різьблення по дереву. Найбільші пам'ятки кхмерського монументального мистецтва були створені за ангкорської доби, з IX по XIV ст. Камбоджійські архітектори спроектували, а камбоджійські раби своїми руками звели серію храмів і палаців, що складають комплекс Ангкор-Ват, безцінну перлину мистецької роботи світового значення. Традиційні художні ремесла включають різьблення по каменю та дереву, виготовлення ювелірних виробів, обробку золота та срібла. Митці часто копіюють старовинні релігійні сюжети — статуї Будди, індуїстських богів, сцени з Рамаяни, малюнки зі стін стародавніх храмів Ангкор-Вату. Ткацтво шовку — ще одне ремесло, яким займається багато камбоджійців.